# Yoshika Arai
Pour les articles homonymes, voir Arai (homonymie).
Yoshika Arai (荒井 悦加), née Tatsumi (辰巳) le 26 février 1982 est une coureuse de demi-fond et de fond japonaise spécialiste du 3 000 mètres steeple. Son record personnel est de 9 min 55 s 93.
Elle participe au 3 000 m steeple en 2007 et représente son pays aux Championnats du monde de 2007, qui se tiennent à Osaka. Sa première médaille majeure est remportée aux Championnats asiatiques 2009, où elle établit un record des championnats.   

## Carrière
Née dans la préfecture de Shimane, elle fréquente le lycée Matsue Kita avant de poursuivre ses études à l’Université de Shimane. Après avoir obtenu son diplôme, elle commence à diriger des équipes au sein d'entreprises, notamment Wako, Noritz Corporation et Deodeo. Au début de sa carrière, elle concoure principalement sur le 800 et 1 500 mètres et se classe régulièrement dans le top dix aux championnats du Championnats du Japon. 
Elle commence à progresser dans le sport en 2007, après avoir commencé le cross-country et le steeple. Elle est choisie pour les championnats asiatiques de cross-country 2007 en mars où elle se classe 8e en 28 min 40, aidant l'équipe féminine japonaise (dont Minori Hayakari et Eri Kotake) à monter sur la deuxième marche du podium. Elle s'améliore progressivement sur le steeple lors de cette saison en extérieur, se classant troisième du Mémorial Oda et établissant son record personnel en 9 min 57 s 02, ce qui lui permet d'obtenir la deuxième place lors des championnats nationaux. Qualifiée alors pour les Mondiaux à Osaka mais elle est beaucoup plus lente et est éliminée lors des tours de qualification. 
Arai se concentre sur le steeple en 2008 et passe sous la barre des dix minutes lors du meeting de Barcelone, mais reste un peu en retrait par rapport aux temps de Hayakari et Kazuka Wakatsuki et ne parvient pas à se qualifier pour les Jeux olympiques de 2008. En 2009, elle remporte le titre au Mémorial d'Oda puis se classe deuxième pour Hayakari aux Championnats du Japon. Alors qu'Hayakari participe aux Championnats du monde 2009, Arai est choisie comme représentante du Japon aux Championnats asiatiques. Elle bat là tous ses concurrentes et remporte la médaille d'or avec un record des championnats de 10 min 0 s 94. Sa compatriote Hayakari bat son record des championnats en 2011. 
Arai revient à la compétition en 2012 et remporte son premier titre national aux Championnats du Japon d'athlétisme de 2012, alors qu'Hayakari échoue en finale. Elle gagne avec un temps de 9 min 55 s 93 mais ce n'est toutefois pas suffisant pour être sélectionnée pour les Jeux olympiques de 2012. L'année suivante, elle conserve son titre sur le steeple aux Championnats nationale et se classe quatrième des Championnats d'Asie 2013.

## Palmarès
| Année | Compétition           | Lieu   | Place | Temps          |
| ----- | --------------------- | ------ | ----- | -------------- |
| 2007  | Championnats du monde | Osaka  | 18e   | 10 min 32 s 67 |
| 2009  | Championnats d'Asie   | Canton | 1re   | 10 min 05 s 94 |
| 2013  | Championnats d'Asie   | Pune   | 4e    | 10 min 11 s 36 |

## Records personnels
| Course          | Temps          | Lieu    | Date             |
| --------------- | -------------- | ------- | ---------------- |
| 800 m           | 2 min 10 s 53  | Tokyo   | 4 juin 2005      |
| 1 500 m         | 4 min 18 s 01  | Ōita    | 1er octobre 2006 |
| 3 000 m         | 9 min 20 s 71  | Kitami  | 15 juillet 2009  |
| 5 000 m         | 15 min 49 s 45 | Ōita    | 1er octobre 2006 |
| 3 000 m steeple | 9 min 53 s 87  | Sapporo | 6 juin 2009      |